# Pedro Rico Parada
Pedro Rico Parada (f. 1936) fue un militar español.

## Biografía
Militar de carrera, pertenecía a la especialidad de Estado de Mayor —alcanzando el rango de coronel—. Llegó a ejercer como gobernador civil de Gerona, entre 1920 y 1921, desempeñando con posterioridad otros puestos de responsabilidad. Hombre de la plena confianza del general Miguel Primo de Rivera, tras la instauración de su dictadura fue nombrado jefe del Negociado de Información y Censura que instauró el régimen. Dos años después, en 1925, sería sustituido en este cargo por el teniente coronel Eduardo Hernández Vidal. Entre septiembre y octubre de 1925 ejerció como director del diario La Nación, órgano periodístico del régimen.
Falleció el 25 de marzo de 1936.